# Stekelvarkens van de Nieuwe Wereld
De stekelvarkens van de Nieuwe Wereld of boomstekelvarkens (Erethizontidae) zijn een familie van grote knaagdieren.

## Kenmerken
Deze dieren worden gekenmerkt door hun stekelige vacht en hun boombewonende bestaan. Het zijn steviggebouwde dieren met een ronde kop en een beweeglijke snuit. Enkele soorten hebben een lange, gespierde grijpstaart. De poten zijn met de brede zolen, sterke tenen en gekromde klauwen aangepast aan het leven in de bomen.

## Leefwijze
De boomstekelvarkens zijn voornamelijk 's nachts actief.

## Verspreiding
De oerzon is de enige soort die in Noord-Amerika leeft. De overige soorten, zoals het wolharig grijpstaartstekelvarken, komen voor in de regenwouden van Latijns Amerika.

## Onderverdeling
De familie omvat de volgende geslachten:
- Onderfamilie Chaetomyinae
  - Geslacht Borstelstaartboomstekelvarken (Chaetomys)
    - Borstelstaartboomstekelvarken (Chaetomys subspinosus)
- Onderfamilie Erethizontinae
  - Geslacht Coendou (Grijpstaartstekelvarkens)
    - Ondergeslacht Coendou
      - Coendou baturitensis
      - Coendou longicaudatus
      - Mexicaans wolharig grijpstaartstekelvarken (Coendou mexicanus)
      - Grijpstaartstekelvarken (Coendou prehensilis)
      - Rothschilds grijpstaartstekelvarken (Coendou quichua)
      - Bergstekelvarken (Coendou rufescens)

    - Ondergeslacht Caaporamys
      - Coendou ichillus
      - Listig stekelvarken (Coendou melanurus)
      - Coendou pruinosus
      - Coendou roosmalenorum
      - Bruin wolharig dwerggrijpstaartstekelvarken (Coendou vestitus)

    - Ondergeslacht Sphiggurus
      - Tweekleurig grijpstaartstekelvarken (Coendou bicolor)
      - Wolharig grijpstaartstekelvarken (Coendou insidiosus)
      - Coendou nycthemera
      - Coendou speratus
      - Zuid-Amerikaans wolharig dwerggrijpstaartstekelvarken (Coendou spinosus)

  - Geslacht Disteiromys (fossiel)
  - Geslacht Eosteiromys (fossiel)
  - Geslacht Erethizon
    - Oerzon (Erethizon dorsatum)

  - Geslacht Hypsosteiromys (fossiel)
  - Geslacht Neosteiromys (fossiel)
  - Geslacht Parasteiromys (fossiel)
  - Geslacht Protosteiromys (fossiel)
  - Geslacht Steiromys (fossiel)

Het borstelstaartboomstekelvarken wordt soms tot de stekelratten (Echimyidae) gerekend. Volgens sommigen kan de naam "boomstekelvarkens" alleen maar worden gebruikt voor het geslacht Coendou.